# Бурано (Комо)
Бурано је насеље у Италији у округу Комо, региону Ломбардија.
Према процени из 2011. у насељу је живело 98 становника. Насеље се налази на надморској висини од 522 м.